# Semily
Semily (tjekkisk udtale: [ˈsɛmɪlɪ]; tysk: Semil) er en by i regionen Liberec  i Tjekkiet  med omkring 8.200 indbyggere.

## Inddeling
Bydelene  Bítouchov og Podmoklice og landsbyen Spálov er administrative dele af Semily.

## Geografi
Semily ligger omkring 25 km  sydøst for Liberec. Den ligger ved sammenløbet af floden  Jizera og dens venstre biflod Oleška. Der er et naturreservat kaldet Jizera Valley.
Det meste af kommunens område ligger i forbjergene til Krkonose/Karkonosze-bjergene. I sydvest strækker den sig ind i Ještěd–Kozákov-ryggen. Den højeste top i området er Medenec-bakken med en højde på 544 moh.

## Historie
Den første skriftlige omtale af Semily er fra 1352, hvor eksistensen af en kirke nævnes. I midten af 1800-tallet forvandlede bebyggelsen sig til en velhavende by, da industrialiseringen kom og jernbanen kom til byen. Semily dragede også fordel af en fordelagtig beliggenhed nær Jizera-floden.

## Seværdigheder
Det vigtigste vartegn er den nyromanske kirke for helgenerne  Peter og Paulus. Den blev bygget i 1908, efter at den gamle kirke blev revet ned.